# فوزي بشارة
فوزي بشارة ، ممثل سوري.

## عن حياته
شارك كممثل بالعديد من الأعمال التلفزيونية والمسرحية والسينمائية، بالإضافة إلى عدة أعمال إذاعية.. - عضو في نقابة الفنانين منذ عام 1984. 
من أدواره المهمه  ابو معروف في مسلسل باب حاره 

## من أعماله
- في المسـرح: - مسرحية «قيام..جلوس.. سكوت» - 2005- للكاتب محمد الماغوط ومن إعداد محمود عبد الكريم وإخراج الفنان زهير رمضان.
- في الإذاعــة: «شارك بالعديد من الأعمال الاذاعية».
- في السـينما: «أحلام المدينة - الليل - وقائع العام المقبل - إمبراطورية غوار».
- في التلفزيون: شارك بالتمثيل بالعديد من المسلسلات اللتفزيونية منها: -

«حمام القيشاني» - من تأليف دياب عيد وإخراج هاني الروماني. - «اختفاء رجل» - 1992 - تأليف ممدوح عدوان، إخراج مأمون البني. - «الشريد» - 1992 - تأليف وإخراج غسان باخوس. - «البحر أيوب» - من إخراج محمد عزيزية. - «جريمة في الذاكرة» من إخراج مامون البني. - «الشوكة السوداء» - من إخراج محمد عزيزية. - السهرة التلفزيونية «الضربة القاضية» من تأليف مازن طه وإخراج رضوان المحاميد. - «أم وبس» - سهرة تلفزيونية - من تأليف وسيناريو وإخراج الفنانة «سوزان الصالح». - «العريضة» من تأليف محمود عبد الكريم وإخراج علي شاهين. - «أزواج» - 2004 - من تأليف رياض نعسان أغا وإخراج هيثم زرزوري - «الأستاذ» - 2006 - تأليف طلال نصر الدين وإخراج رضوان محاميد. - «أشياء تشبه الحب» - 2007 - من تأليف عبد المجيد حيدر، وإخراج عبد الغني بلاط.
- البقعة السوداء 2010

## روابط خارجية
- فوزي بشارة على موقع قاعدة بيانات الأفلام العربية